# 联合国旗帜
聯合國的旗幟和徽章（聯合國旗幟圖案的一部分）已成為聯合國開展工作期間的組織象徵。聯合國徽章由一幅世界地圖和兩條橄欖枝組成，徽章圖案置於聯合國旗幟之上。旗幟和徽章也是希望的象徵，代表着世界各國人民對和平與團結的夢想與渴望。在動亂和衝突地區，聯合國徽章和旗幟已經成為有關各方辨認聯合國的標識。

## 徽章

會議發給的徽章別針

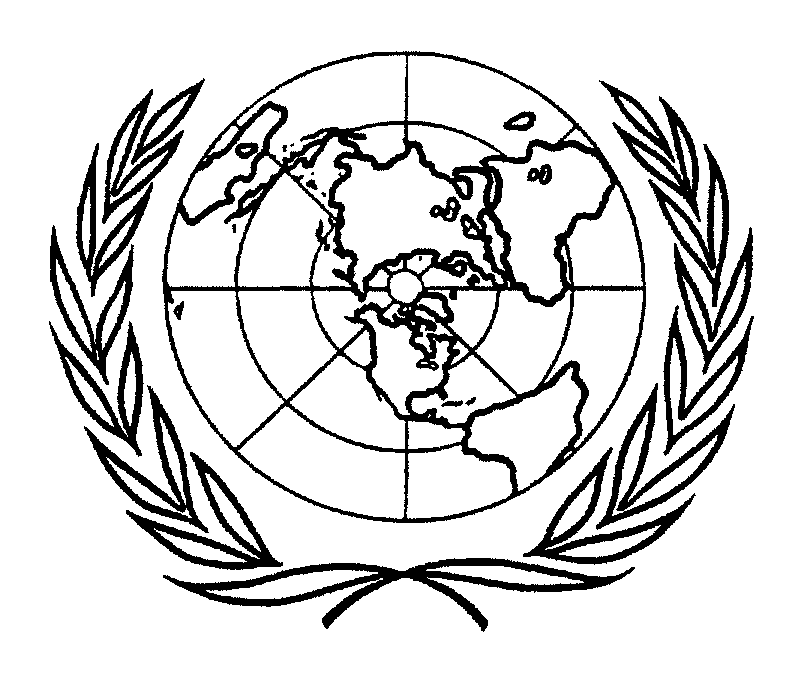
《聯合國憲章》封面上的徽章

聯合國徽章（或徽記）是在1945年洛杉磯聯合國國際組織會議期間設計完成的。彼時會議組織者計畫設計一個徽章，以製成徽章別針來識別各與會代表。時任美國國務卿小愛德華·斯特蒂紐斯作為美國代表團團長，意識到該臨時設計可能成為聯合國的永久象徵。於是他組織起一個由建築設計師奧利弗·倫德奎斯特帶領的委員會，後從九件作品中選擇了由設計師唐納·麥勞克林設計的一個世界地圖被橄欖枝圓環圍繞着的圖案。麥克勞林任職於美國國務院戰略情報局（OSS）視覺設計分支，其採用的世界地圖設計深受製圖師理查德·哈里森於二戰中所創製作品的影響。
徽章別針呈圓形，霧藍色底，上加有會議名稱以及舉辦地點、時間的金色字樣。中間圖案為金色橄欖枝花環托著的世界地圖，地圖以北極點為中心、方位角等距離的平面投影呈現。起初，其以會議舉辦國美國所在西經100度經線為投影圓形的垂直二分線，並截去阿根廷及以南區域。此版本的徽章設計亦使用於1945年6月簽署的《聯合國憲章》封面及各類通行證、信件抬頭等處。徽章設計以文字形式描述在1946年10月15日秘書長提交給聯合國大會的第A/107號報告書中。
「一幅以北極點為中心、方位角等距離的平面投影世界地圖。圖案由交叉的金色橄欖枝組成的花環相托，與白色水域交相映襯在霧藍色背景上。」地圖的投影範圍延伸至南緯40度，緯線由四個同心圓組成。
 — 第A/107號報告書
同年因應阿根廷決定加入聯合國等情況，徽章中世界地圖隨之更換以呈現更多區域（擴至南緯60度緯線），緯線圈數固定為五圈。同時將本初子午線和日期變更線設置為投影圖的垂直二分線，以改變美國處於投影圖中心的情況，使地圖不再凸顯出任何特定國家。此版本的徽章設計以文字形式描述在1946年12月2日大會第六委員會提交給全體會議的第A/204號報告書中，並以草圖稿形式出現其附件中。
「一幅以北極點為中心、方位角等距離的平面投影世界地圖。圖案由交叉的金色橄欖枝組成的花環相托，與白色水域交相映襯在霧藍色背景上。」地圖的投影範圍延伸至南緯60度，緯線由五個同心圓組成。
 — 第A/204號報告書

直到1946年12月7日聯合國大會通過通過第92/1決議，聯合國徽章方正式確定，此版本的徽章貫用至今。
爰決議以下列樣式為聯合國徽記及特殊圖號，並應用之為本組織之正式鈐印。
 — 第92/1號決議
- A107報告書描述之徽章設計
- A204報告書描述之徽章設計
- A/RES/92/1決議中正式之徽章設計

## 旗幟

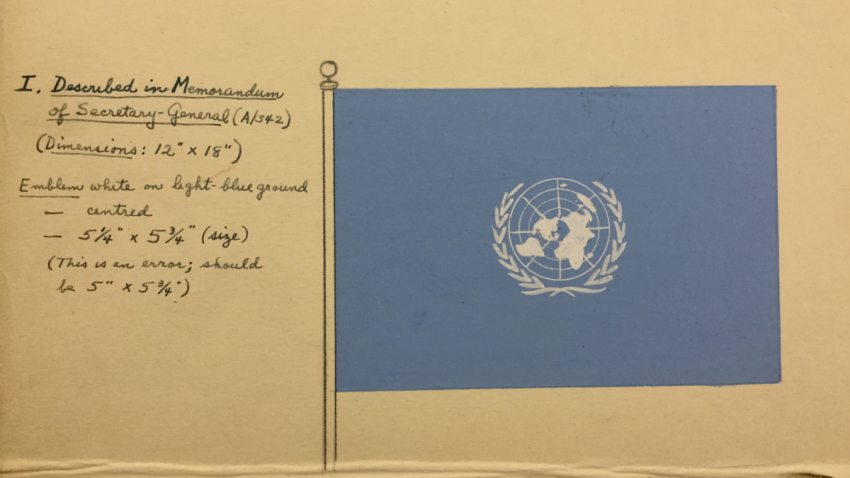
聯合國旗幟早期手繪稿

聯合國的徽章正式確定後，1947年8月21日，聯合國秘書長向大會提交了一份備忘錄，指出：迫切需要一聯合國專用旗幟，用以在世界各地聯合國的派出機構，以及聯合國總部、各辦公地點和信息中心代表聯合國；並提到，為標識和保護於希臘前線的聯合國軍事觀察團人員，秘書處已指定了一面非正式的聯合國旗幟於工作中使用。旗幟設計以白色聯合國徽章，置於淺藍色底旗之正中，四周環繞英文及法文的「聯合國」字樣。另，美國方面於1943年至1948年期間，曾某種程度使用一面「榮譽旗」以代表聯合國。

不久後，1947年10月20日，聯合國大會通過了第167/2號決議，承認通過了聯合國的旗幟。
爰決議聯合國旗幟應以大會一九四六年十二月七日決議案第九十二（一）所通過之正式徽記，置於淺藍色底旗之正中。
 — 第167/2號決議
- 聯合國榮譽旗
- 聯合國旗幟 2:3比例
- 聯合國旗幟 3:5比例

## 使用

### 法規
按照大會的指令和授權，秘書長擬定了關於旗幟面積及徽章與旗底比例的條例，並採定了旗典以規定旗幟的使用，准許那些願意表示支持聯合國的組織和人民懸掛聯合國的旗幟。
- 1947年12月19日，秘書長首次頒佈《聯合國旗典》（以下簡稱「舊旗典」）。

- 1949年7月23日，首次頒佈《聯合國旗幟統一條例》（以下簡稱「條例」）。

- 1950年8月1日，對舊旗典進行了第一次修訂。

- 1952年11月11日，對舊旗典和條例一同進行了修訂。隨後於1967年1月1日，《條例》再作修正，並公告，將兩部規範全文發行於《聯合國旗典和條例》[7]小冊子中。

- 2020年11月20日，將前期單獨的兩部規範《旗典》與《條例》合併為一新版本的《聯合國旗典》重新頒佈[8]。

### 一般規定
- 聯合國旗幟格式為白色聯合國徽章置於淺藍色底旗之正中，且徽章與旗底（高）比例應為一比二。
- 旗幟正背面圖樣應始終同一。
- 旗幟比例應為2:3或3:5，亦或與懸掛聯合國旗幟的國家國旗比例相同，且保持聯合國徽章與旗底（高）比例不變。
- 區別不同場合懸掛之用，旗幟尺度可依其比例為：室外使用4英尺x6英尺（122公分x183公分）、室內使用3英尺x5英尺（91公分x152公分）、桌旗使用4吋x5吋（10公分x15公分）以及車輛使用8吋x12吋（20公分x30公分）。
- 旗幟製造質地應為尼龍或其他不吸水的材料。

### 旗色
與象徵着戰爭的紅色相對立，聯合國的藍色象徵和平，並已然成為其組織的重要視覺識別元素。
在聯合國旗幟獲得大會承認通過前，通常使用一種霧藍色（Smoke-blue）作為底色。而在關於旗幟的提議和決議案以及舊旗典的規範中，皆使用淺藍色（Light blue）或聯合國藍（United Nations' blue）來描述底色。於此，為便於使用，又另作規範指定底色使用淺藍色（PMS 279）。2020年11月20日頒布的《聯合國旗典》中，則直接規定了底色為淺藍色（PMS 2925）。
霧藍色
淺藍色
淺藍色

### 旗幟尊嚴
對待聯合國旗幟應保護其尊嚴為念。懸掛旗幟的禮節和場合，適當時應考慮懸掛旗幟所在國家關於懸掛其國旗所適用的法律和習俗。當旗幟因日常升掛而破損至一定程度，而無法保有其代表之尊嚴時，應以妥善方式回收避免任何誤用或褻瀆。

### 懸掛場合
- 任何聯合國領有之建築、辦公室和其他處所和房產，以及任何正式指定之官邸，應懸掛聯合國旗幟。
- 聯合國正式行程雇用之船隻和車輛，可以懸掛旗幟。（當秘書長進行正式或國事訪問時，於安保考量，車隊中僅秘書長座駕可懸掛旗幟。）
- 任何聯合國參與的會面或會議中，可以懸掛旗幟。

## 附属机构旗帜
- 联合国教科文组织旗帜
- 国际原子能机构旗帜
- 国际民航组织旗帜
- 国际劳工组织旗帜
- 國際海事組織旗帜
- 国际电信联盟旗帜
- 万国邮政联盟旗帜
- 世界粮食计划署旗帜
- 世界卫生组织旗帜
- 世界气象组织旗帜
- 联合国议会大会旗帜（提議）

## 衍生旗帜
- 波斯尼亚和黑塞哥维那国旗
- 索马里国旗，纪念联合国协助索马里托管结束与正式独立
- 联合国柬埔寨过渡时期权力机构旗帜，曾代用為柬埔寨國旗
- 南极洲与南极领地旗帜
- 美國太平洋島嶼託管地旗（英语：Flag of the Trust Territory of the Pacific Islands）
- 密克罗尼西亚联邦国旗